# La Chapelle-Laurent
La Chapelle-Laurent (okzitanisch La Chapèla Laurenç) ist eine französische Gemeinde mit 239 Einwohnern (Stand 1. Januar 2022) im Département Cantal in der Region Auvergne-Rhône-Alpes (vor 2016 Auvergne). Sie gehört zum Arrondissement Saint-Flour und zum Kanton Saint-Flour-1. Die Einwohner werden Chapelous genannt.

## Lage
La Chapelle-Laurent liegt etwa 58 Kilometer ostnordöstlich von Aurillac. Das Gemeindegebiet wird vom Fluss Ceroux durchquert.
Nachbargemeinden sind Massiac im Nordwesten und Norden, Lubilhac im Norden, Mercœur im Osten, Celoux im Süden sowie Saint-Poncy im Westen.

## Bevölkerungsentwicklung
| Jahr                       | 1962 | 1968 | 1975 | 1982 | 1990 | 1999 | 2006 | 2011 | 2019 |
| -------------------------- | ---- | ---- | ---- | ---- | ---- | ---- | ---- | ---- | ---- |
| Einwohner                  | 488  | 485  | 453  | 414  | 399  | 382  | 344  | 303  | 254  |
| Quellen: Cassini und INSEE |      |      |      |      |      |      |      |      |      |

## Sehenswürdigkeiten
- Kirche Notre-Dame-de-l’Assomption aus dem 13. Jahrhundert, seit 2009 Monument historique

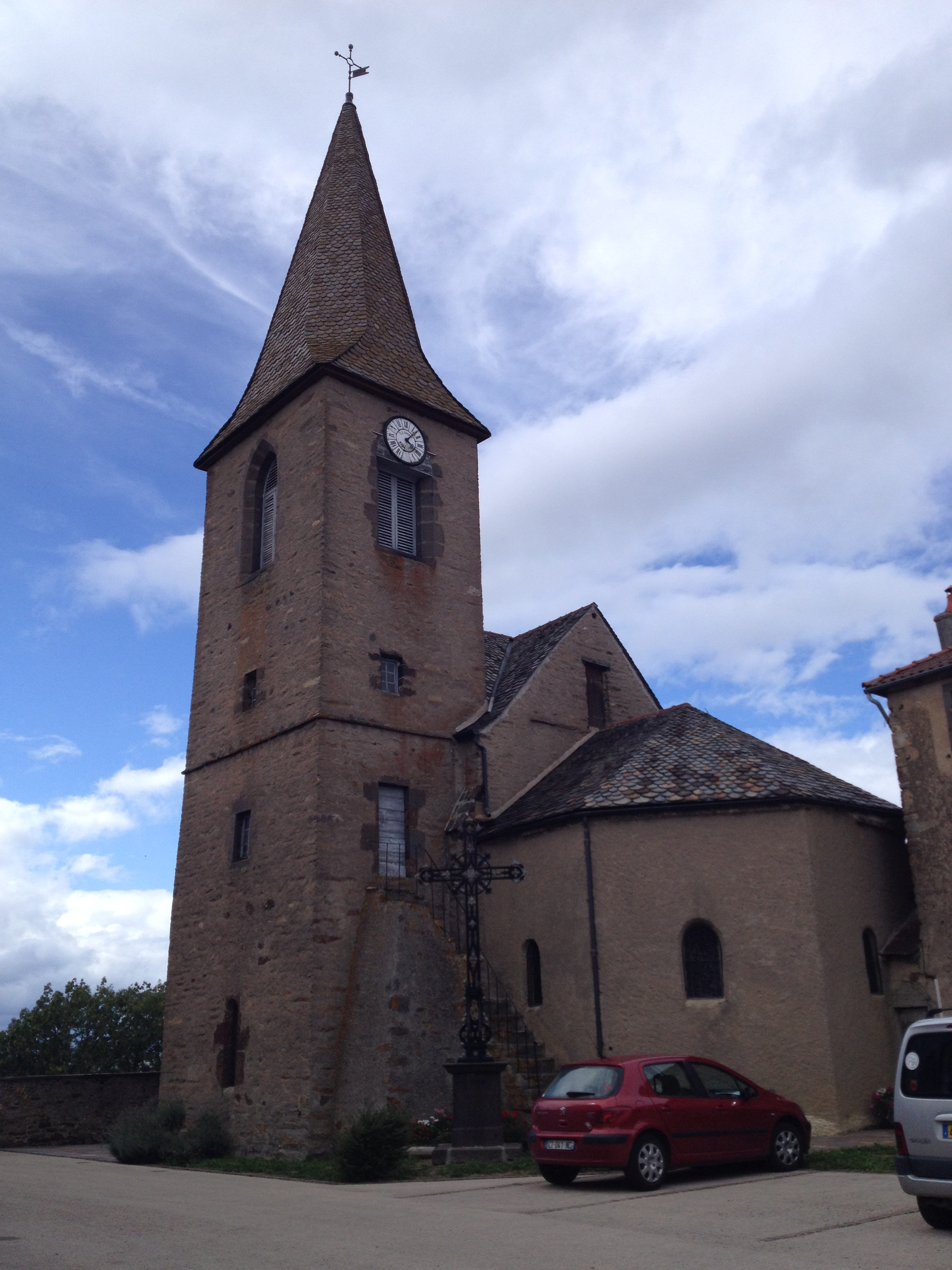
Kirche Notre-Dame-de-l’Assomption